# Associazione Calcio Palermo 1936-1937
Questa voce raccoglie le informazioni riguardanti l'Associazione Calcio Palermo nelle competizioni ufficiali della stagione 1936-1937.

## Stagione
Dopo 4 anni di Serie A, il Palermo gioca nel campionato di Serie B, ottenendo un 7º posto.
In Coppa Italia la squadra batte in casa il Potenza al Terzo turno eliminatorio per 1-0, batte la Reggiana in trasferta ai Sedicesimi di finale per 2-3 e si arrende soltanto nella fase successiva di nuovo in trasferta contro il Genova 1893, club di categoria superiore e futuro vincitore della competizione, perdendo 2-0.

## Rosa
| N. |                    | Ruolo | Calciatore                 |
| -- | ------------------ | ----- | -------------------------- |
|    | Italia (bandiera)  | P     | Vincenzo Provera           |
|    | Italia (bandiera)  | P     | Paolo Calò                 |
|    | Italia (bandiera)  | P     | Giacomo Crismani           |
|    | Uruguay (bandiera) | D     | Maximiliano Faotto         |
|    | Italia (bandiera)  | D     | Gennaro Santillo           |
|    | Italia (bandiera)  | D     | Francesco Paolo De Rosalia |
|    | Uruguay (bandiera) | D     | Nicolás Riccardi           |
|    | Italia (bandiera)  | C     | Giuseppe Serio             |
|    | Italia (bandiera)  | C     | Antonio Bonesini           |
|    | Uruguay (bandiera) | C     | Oliviero Icardi            |
|    | Uruguay (bandiera) | C     | Giovanni Alberti           |
|    | Italia (bandiera)  | C     | Pietro Bazan               |

| N. |                    | Ruolo | Calciatore        |
| -- | ------------------ | ----- | ----------------- |
|    | Italia (bandiera)  | C     | Amalio Balzarini  |
|    | Italia (bandiera)  | C     | Giuseppe Moncada  |
|    | Uruguay (bandiera) | C     | Víctor Tortora    |
|    | Italia (bandiera)  | C     | Giuseppe Spinola  |
|    | Italia (bandiera)  | C     | Gino Costenaro    |
|    | Italia (bandiera)  | A     | Francesco Rier    |
|    | Italia (bandiera)  | A     | Mario Romani      |
|    | Italia (bandiera)  | A     | Umberto Di Falco  |
|    | Italia (bandiera)  | A     | Luigi Ziroli      |
|    | Italia (bandiera)  | A     | Antonio Carnevali |
|    | Romania (bandiera) | A     | Vittorio Pepoli   |
|    | Italia (bandiera)  | A     | Angelo Piccaluga  |

## Calciomercato
| Acquisti | Acquisti         | Acquisti    | Acquisti |
| R.       | Nome             | da          | Modalità |
| -------- | ---------------- | ----------- | -------- |
| P        | Paolo Calò       | Alcamo      | -        |
| P        | Giacomo Crismani | Grion Pola  | -        |
| C        | Giovanni Alberti | Bella Vista | -        |
| C        | Gino Costenaro   | Alessandria | -        |
| C        | Giuseppe Serio   |             |          |
| C        | Giuseppe Spinola | Milan       | -        |
| C        | Víctor Tortora   | Defensor    | -        |
| A        | Francesco Rier   | Brescia     | -        |
| A        | Mario Romani     | Milan       | -        |

| Cessioni | Cessioni          | Cessioni | Cessioni      |
| R.       | Nome              | a        | Modalità      |
| -------- | ----------------- | -------- | ------------- |
| C        | Andrea Capitanio  | Venezia  | -             |
| A        | Coriolano Palumbo | Torino   | -             |
|          | Aimone Lo Prete   | -        | fine carriera |

## Risultati

### Serie B

#### Girone di andata
| Bergamo 13 settembre 1936 1ª giornata | Atalanta | 1 – 1 | Palermo | Stadio Mario Brumana |

| Arbitro: | Bertone (Torino) |

|                              |           |  |
| Costanzo 62’, 86’ Trebbi 83’ | Marcatori |  |

| Palermo 27 settembre 1936 3ª giornata | Palermo | 0 – 0 | Brescia | Stadio del Littorio |

| Palermo 4 ottobre 1936 4ª giornata | Palermo | 0 – 0 | Modena | Stadio del Littorio |

| Vercelli 11 ottobre 1936 5ª giornata | Pro Vercelli | 0 – 1 | Palermo | Stadio Leonida Robbiano |

| Catanzaro 18 ottobre 1936 6ª giornata | Catanzarese | 1 – 1 | Palermo | Stadio Militare |

| Palermo 1 novembre 1936 7ª giornata | Palermo | 1 – 1 | Catania | Stadio del Littorio |

| Messina 8 novembre 1936 8ª giornata | Messina      | 0 – 0 referto | Palermo | Stadio Gazzi\| Arbitro: \| Sassi (Roma) \| |
| Arbitro:                            | Sassi (Roma) |               |         |                                            |

| Arbitro: | Gnocchini (Roma) |

|  |           |             |
|  | Marcatori | 63’ Bertolo |

| Arbitro: | Carminati (Milano) |

|               |           |              |
| Calzolari 15’ | Marcatori | 44’ Bonesini |

| Arbitro: | Tonnetti (Roma) |

|            |           |                                     |
| Verità 10’ | Marcatori | 11’, 83’ Di Falco 78’ (aut.) Mattei |

| Arbitro: | Pirovano (Monza) |

|          |           |  |
| Rier 36’ | Marcatori |  |

| Arbitro: | Candela (Genova) |

|  |           |             |
|  | Marcatori | 53’ Bertoni |

| Arbitro: | Salvatori (Roma) |

|            |           |  |
| Pacini 58’ | Marcatori |  |

| Arbitro: | Casati (Como) |

|                            |           |             |
| Remondini 21’ Antonini 85’ | Marcatori | 73’ Tortora |

#### Girone di ritorno
| Arbitro: | Scotto (Savona) |

|            |           |  |
| Icardi 52’ | Marcatori |  |

| Arbitro: | Salvatori (Roma) |

|            |           |                 |
| Icardi 87’ | Marcatori | 1’ (rig.) Pitto |

| Brescia 31 gennaio 1937 18ª giornata                                      | Brescia   | 2 – 2 referto         | Palermo | Stadium di viale Piave |
| \| \| \| \| \| Reggiani 36’, 61’ \| Marcatori \| 10’ Bazan 48’ Alberti \| |           |                       |         |                        |
|                                                                           |           |                       |         |                        |
| Reggiani 36’, 61’                                                         | Marcatori | 10’ Bazan 48’ Alberti |         |                        |

| Arbitro: | Pirovano (Monza) |

|                                      |           |              |
| Galli 38’ Sentimenti 48’ Casadio 82’ | Marcatori | 81’ Bonesini |

| Arbitro: | Ronzio (Roma) |

|                                        |           |  |
| Icardi 3’, 12’, 19’, 22’, 76’ Rier 37’ | Marcatori |  |

| Arbitro: | Fois (Roma) |

|                                           |           |  |
| Icardi 28’, 76’, 88’ Faotto 29’ Bazan 79’ | Marcatori |  |

| Arbitro: | Puglia (Napoli) |

|  |           |                   |
|  | Marcatori | 52’ (rig.) Icardi |

| Palermo 7 marzo 1937 23ª giornata | Palermo | 2 – 2 | Messina | Stadio del Littorio |

| Cremona 14 marzo 1937 24ª giornata | Cremonese | 1 – 0 | Palermo | Stadio Giovanni Zini |

| Palermo 28 marzo 1937 25ª giornata | Palermo         | 0 – 0 referto | Spezia | Stadio del Littorio\| Arbitro: \| Gondola (Fiume) \| |
| Arbitro:                           | Gondola (Fiume) |               |        |                                                      |

| Palermo 4 aprile 1937 26ª giornata | Palermo | 3 – 1 | Aquila | Stadio del Littorio |

| Venezia 18 aprile 1937 27ª giornata | Venezia | 4 – 1 | Palermo | Stadio Pierluigi Penzo |

| Arbitro: | Salvatori (Roma) |

|                       |           |                    |
| Pomponi 42’, 64’, 87’ | Marcatori | 30’ Spinola Icardi |

| Arbitro: | Sassi (Roma) |

|                                                                          |           |                 |
| Icardi 1’, 23’, 46’ (rig.), 50’ Pepoli 15’, 89’ Bazan 62’ De Rosalia 68’ | Marcatori | 22’, 42’ Pacini |

| Palermo 16 maggio 1937 30ª giornata | Palermo | 0 – 0 | Verona | Stadio del Littorio |

### Coppa Italia
| Palermo 25 dicembre 1936 Terzo turno          | Palermo   | 1 – 0 referto | Potenza | Stadio del Littorio |
| \| \| \| \| \| Bonesini 3’ \| Marcatori \| \| |           |               |         |                     |
|                                               |           |               |         |                     |
| Bonesini 3’                                   | Marcatori |               |         |                     |

| Arbitro: | Bettucchi (Padova) |

|                            |           |                                   |
| Fornasaris 41’ Lanzone 87’ | Marcatori | 7’ Di Falco 51’ Alberti 84’ Bazan |

| Arbitro: | Curradi (Firenze) |

|                                  |           |  |
| Figliola 39’ Santillo 87’ (aut.) | Marcatori |  |

## Statistiche

### Statistiche di squadra
| Competizione | Punti | In casa | In casa | In casa | In casa | In casa | In casa | In trasferta | In trasferta | In trasferta | In trasferta | In trasferta | In trasferta | Totale | Totale | Totale | Totale | Totale | Totale | DR  |
| Competizione | Punti | G       | V       | N       | P       | Gf      | Gs      | G            | V            | N            | P            | Gf           | Gs           | G      | V      | N      | P      | Gf     | Gs     | DR  |
| ------------ | ----- | ------- | ------- | ------- | ------- | ------- | ------- | ------------ | ------------ | ------------ | ------------ | ------------ | ------------ | ------ | ------ | ------ | ------ | ------ | ------ | --- |
| Serie B      | 30    | 15      | 6       | 6       | 3       | 29      | 11      | 15           | 3            | 6            | 6            | 14           | 21           | 30     | 9      | 12     | 9      | 43     | 32     | +11 |
| Coppa Italia |       | 1       | 1       | 0       | 0       | 1       | 0       | 2            | 1            | 0            | 1            | 3            | 4            | 3      | 2      | 0      | 1      | 4      | 4      | 0   |
| Totale       |       | 16      | 7       | 6       | 3       | 30      | 11      | 16           | 4            | 6            | 7            | 18           | 25           | 33     | 11     | 12     | 10     | 47     | 36     | +11 |

### Statistiche dei giocatori
| Giocatore     | Serie B  | Serie B | Coppa Italia | Coppa Italia | Totale   | Totale |
| Giocatore     | Presenze | Reti    | Presenze     | Reti         | Presenze | Reti   |
| ------------- | -------- | ------- | ------------ | ------------ | -------- | ------ |
| G. Alberti    | 22       | 6       | 1            | 0            | 23       | 6      |
| A. Balzarini  | 4        | 0       | 1            | 0            | 5        | 0      |
| P. Bazan      | 16       | 3       | 2            | 0            | 18       | 3      |
| A. Bonesini   | 24       | 5       | 3            | 0            | 27       | 5      |
| A. Carnevali  | 4        | 0       | 0            | 0            | 4        | 0      |
| G. Costenaro  | 9        | 0       | 2            | 0            | 11       | 0      |
| G. Crismani   | 3        | -?      | 0            | 0            | 3        | 0+     |
| F. De Rosalia | 24       | 1       | 3            | 0            | 27       | 1      |
| U. Di Falco   | 7        | 3       | 2            | 0            | 9        | 3      |
| M. Faotto     | 26       | 1       | 2            | 0            | 28       | 1      |
| O. Icardi     | 17       | 18      | 1            | 0            | 18       | 18     |
| G. Moncada    | 6        | 0       | 0            | 0            | 6        | 0      |
| V. Pepoli     | 3        | 2       | ?            | 0            | 3+       | 2      |
| V. Provera    | 27       | -?      | 3            | -4           | 30       | -4+    |
| N. Riccardi   | 21       | 0       | 3            | 0            | 24       | 0      |
| F. Rier       | 24       | 2       | 3            | 0            | 27       | 2      |
| M. Romani     | 8        | 0       | 0            | 0            | 8        | 0      |
| G. Santillo   | 27       | 0       | 2            | 0            | 29       | 0      |
| G. Serio      | 1        | 0       | 0            | 0            | 1        | 0      |
| G. Spinola    | 17       | 2       | 2            | 0            | 19       | 2      |
| V. Tortora    | 28       | 0       | 3            | 0            | 31       | 0      |
| L. Ziroli     | 9        | 0       | 0            | 0            | 9        | 0      |